# جوزيه تشافيز إي تشافيز
جوزيه تشافيز إي تشافيز (بالإنجليزية: Jose Chavez y Chavez)‏ هو راعي البقر أمريكي، ولد في 1851 في نيومكسيكو في الولايات المتحدة، وتوفي في 1924.